# Гранд Риџ (Илиноис)
Гранд Риџ (енгл. Grand Ridge) град је у америчкој савезној држави Илиноис.

## Демографија
По попису из 2010. године број становника је 560, што је 14 (2,6%) становника више него 2000. године.
| Група             | 2000.       | 2010.       |
| Белци             | 531 (97,3%) | 517 (92,3%) |
| Афроамериканци    | 0 (0,0%)    | 1 (0,2%)    |
| Азијати           | 0 (0,0%)    | 2 (0,4%)    |
| Хиспаноамериканци | 15 (2,7%)   | 31 (5,5%)   |
| Укупно            | 546         | 560         |